# Ярослав Романович
Ярослав Романович (рос. Фёдор Романович; 1258 — 1299) — 4-й великий князь рязанський у 1294—1299 роках.

## Життєпис
Другий син Романа Олеговича, великого князя Рязанського. Після смерті останнього 1270 року отримав від старшого брата Федора Рязанського відновлене Пронське князівство. Зберігав вірність останнього. Про власне діяльність Ярослава в цей час обмаль відомостей.
1294 року після смерті Федора спадкував велике князівство Рязанське. Передав Пронське князівство братові Костянтину. Разом з тим проводив обережну політику стосовно великого князя володимрського Андрія Олександровича, що мав потужну ординську підтримку. Втім зрештою уклав таємний союз з темником Ногаєм, плануючи здобути його підтримку у боротьбі з ханом Токтою і великим князем володимирським.
Помер 1299 року, можливо загинув разом з Ногаєм. Йому спадкував брат Костянтин Пронський.

## Родина
- Іван (бл. 1280—1327), великий князь рязанський
- Олександр (д/н — до 1339) великий князь рязанський
- Михайло (бл. 1277—1303), князь пронський